# Antonella Costa
Pour les articles homonymes, voir Costa.
Antonella Costa est une actrice argentine, née le 19 mars 1980 à Rome.

## Biographie
Née en Italie, elle est la fille de l'écrivaine argentine Susana Degoy et de l'acteur, journaliste, poète et dramaturge chilio-argentin Martín Andrade (en). Elle est aussi la nièce de la journaliste, scénariste, chanteuse et actrice argentine Niní Marshall.

## Filmographie

### Cinéma
- 1999 : Alma mía de Daniel Barone : Micaela
- 1999 : Garage Olimpo de Marco Bechis : Maria
- 2000 : El camino de Javier Olivera : Carolina
- 2001 : La fuga d'Eduardo Mignogna : Rita Baldini
- 2001 : Figli/Hijos de Marco Bechis
- 2001 : La sombra de las luces de Baltazar Tokman
- 2002 : Pernicioso vegetal de Mariano Mucci : Luciana
- 2003 : Nadar solo d'Ezequiel Acuña : Luciana
- 2003 : Hoy y mañana d'Alejandro Chomski : Paula
- 2004 : Sola, como en silencio de Mario Lievin : Dolores
- 2004 : Carnets de voyage de Walter Salles : Silvia
- 2005 : El viento d'Eduardo Mignogna : Alina Osorio
- 2005 : Como un avión estrellado d'Ezequiel Acuña : la fille dans la pharmacie
- 2006 : Cobrador: In God We Trust de Paul Leduc : Ana
- 2007 : Tres minutos de Diego Lublinsky : Julieta
- 2008 : L'Initiation d'Eloy (No mires para abajo) d'Eliseo Subiela  : Elvira
- 2008 : El vestido de Paula de Luque : Ana
- 2008 : Sale temps pour les pêcheurs d'Alvaro Brechner : Adriana, la compagne du « Turc » (surnom donné à l'épicier syrien)
- 2009 : Historias Breves 5
- 2009 : Felicitas de María Teresa Costantini (en) : Manuela
- 2011 : Absent de Marco Berger : Mariana
- 2012 : Las mariposas de Sadourní de Darío Nardi
- 2013 : Soy Mucho Mejor Que Voh de Che Sandoval : Marcela, Argentina
- 2013 : Inevitable de Jorge Algora
- 2013 : Olvídame d'Aldo Paparella : Ámbar
- 2014 : Fermín, glorias del tango de Hernán Findling et Oliver Kolker : Eva Turdera
- 2017 : Maracaibo de Miguel Angel Rocca : Ana Rovanelli
- 2018 : Dry Martina de Che Sandoval

### Télévision
- 2001 : El Hacker 2001 (mini-série) : Laura ("Nirvana")

## Distinctions

### Récompenses
- Globe d'or 2000 : meilleure actrice débutante pour Garage Olimpo
- Festival de La Havane 2005 : meilleure actrice pour El viento

### Nominations
- Globe d'or 2000 : meilleure actrice pour Garage Olimpo